# Nous trois (roman)
Pour les articles homonymes, voir Nous trois (film).
Nous trois est le sixième roman de Jean Echenoz paru en août 1992 aux éditions de Minuit.

## Résumé
À une date indéterminée, le narrateur, DeMilo, évolue dans le domaine du spatial. Entre deux missions, il retourne chez lui à Paris où il vit seul avec son impavide chat Titov et court les femmes, dont Lucie qu'il connait depuis des années et — faute de mieux et malgré ses assauts répétés — n'est devenue qu'une amie à laquelle régulièrement il fait des avances et qui, tout aussi régulièrement, fait comme si de rien n'était. Louis Meyer — Polytechnicien divorcé depuis des années de Victoria, souffrant son absence, mais n'ayant aucun mal à séduire et se consoler dans des bras de passage — s'occupe quant à lui de l'ingénierie des composants en céramique des moteurs de lanceurs orbitaux. Mais là, Meyer a réussi à imposer à son patron Blondel une semaine de vacances malgré l'imminence d'un nouveau projet de lancement. Il part pour quelques jours de repos à Marseille rejoindre une ancienne amie lorsque sur son trajet il dépanne une jeune femme flamboyante, visiblement tranquille et inconsciente, dont la Mercedes prend feu et finit par exploser. Il lui propose de la conduire dans la cité phocéenne, sans réussir à décrocher un regard, un mot, pas même un merci. Énervé, il la dépose au premier arrêt de taxi lui arrachant tout de même un sourire qui, malgré tout, est loin de le laisser indifférent.
Après s'être perdu dans les alentours de la ville, au milieu d'animaux plus ou moins paniqués par un temps bizarre, Meyer arrive chez son amie Nicole. Il s'installe et participe à une soirée durant laquelle il hésite entre deux femmes à séduire, opte pour Marion, passe la nuit avec elle et le lendemain part faire des courses en ville. La chance le fait rencontrer à nouveau « Mercedes » — qu'il baptise ainsi faute d'avoir pu obtenir la veille un début de phrase — dans l'ascenseur d'un centre commercial. La malchance veut qu'au même moment un puissant tremblement de terre ravage Marseille. Meyer parvient à s'extraire de l'ascenseur, entraine « Mercedes » par le poignet et, fuyant la proximité de la mer, tous deux remontent vers le quartier Saint-Barnabé. Après une pause, ils décident de rentrer ensemble à Paris, et malgré la confusion régnante, réussissent à acquérir une voiture. Après une halte pour la nuit à Eyzin-Pinet, durant laquelle Meyer ne réussit toujours pas à tirer un mot, un nom, un sourire, de cette femme qui l'agace autant qu'elle l'attire, les deux rescapés arrivent à Paris où ils se séparent sur le trottoir de la rue Cortambert toujours sans le moindre échange. Désormais vexé en plus d'être énervé au plus haut point, incrédule de la situation, Meyer récupère des évènements de deux derniers jours et recontacte son patron. Blondel lui annonce qu'à la suite du séisme de Marseille, l'État a décidé de débloquer dans l'urgence les fonds pour mettre sur orbite Sismo, une satellite de surveillance des plaques terrestres ; il faut des spécialistes pour mener une série d'expériences, il manque un équipier, Meyer avait des années auparavant postulé (et oublié) pour un tel poste ; c'est un peu contraint et forcé que Blondel le convainc de s'envoler à bord d'une navette spatiale américaine de seconde main prêtée pour l'occasion.
Remise à niveau express, et pénible, dans un centre de la région parisienne, prise de contact avec la moitié de l'équipage commandé par Bégohnès, composé DeMilo, d'un passager-civil Molino député de son état, et du docteur Blanche déjà sur place, avant de s'envoler vers la Guyane pour la base de lancement de Kourou. Les derniers préparatifs sont en cours lorsque, rejoint par le docteur Lucie Blanche, DeMilo s'enthousiasme de passer une semaine avec celle-ci — qui vient de plus de lui annoncer sa séparation — et Meyer pâlit en constatant que c'est de sa « Mercedes » qu'il s'agit. Stupéfaction réciproque. La jeune femme affiche un degré supplémentaire de froideur, ce qui n'arrange pas l'état d'énervement de Meyer qui finit, après plusieurs jours, par lui arracher une explication lors d'un tête à tête au cours duquel, pour la première fois, elle manifeste une émotion et s'effondre dans ses bras. À Marseille, Lucie rejoignait secrètement un amant qui a péri dans le désastre et à Paris elle retournait vers son compagnon officiel avant de s'embarquer pour la mission. Désormais célibataire et « veuve joyeuse » bien que secouée, Louis Meyer est là pour la consoler et de toute façon la mission prime. Durant sept jours à 300 km d'altitude, tout se passe comme prévu : Bégohnès commande, DeMilo assure d'un œil la mise en orbite des satellites et de l'autre constate celle du couple Meyer-Lucie, ceux-ci mènent leurs expériences scientifiques, et Molino vomit. De retour sur Terre mais toujours en apesanteur, Meyer accueille Lucie qui finit par s'installer chez lui, impasse du Maroc. Rapidement cette dernière semble donner des signes de lassitude, autant que ce dernier commence à s'absenter le soir. Lucie appelle DeMilo pour venir diner chez lui alors que, pour la première fois, le placide chat Titov donne d'évidents signes de panique.

## Réception critique
Pierre Lepape dans Le Monde — toujours enthousiaste pour les romans de Jean Echenoz — écrit qu'avec Nous trois, le romancier fait montre une nouvelle fois de « ses dons de virtuose de la langue, de slalomeur surdoué de la conjugaison, de jongleur un peu pitre de la grammaire » pour produire une œuvre complexe qui n'est pas qu'un simple « divertissement » de lecture, comme cela pourrait paraître au premier abord, mais une troisième voie entre, schématiquement, les deux approches littéraires que sont d'une part le travail d'écriture allant au-delà de « la réalité par les mots ou au contraire [consistant] à la nier » considérant in fine que l'écrivain joue de tous les rapports « variables » qui s'installent entre « l'auteur, le livre et le lecteur » quitte à perturber ce dernier. Olivier Barrot considère le roman comme le plus singulier de la rentrée littéraire 1992 et son « histoire [comme] la plus distrayante » des derniers mois de parution de cette période ».

## Éditions
- Éditions de Minuit, 1992 (rééd. 1995),  (ISBN 9782707314284).
- Coll. « Double » no 66, Les Éditions de Minuit, 2010,  (ISBN 978-2-7073-2129-9).